# Storyteller (ゲーム)
『Storyteller』（ストーリーテラー）は、アルゼンチンのインディーゲームスタジオLudomancyが開発しアンナプルナ・インタラクティブより2023年3月23日（日本時間では3月24日）に発売されたパズルゲーム。

## 概要
プレイヤーが作家となり、「Storyteller」という題名の本の物語を完成させていく。各ページには漫画のコマ風に枠が並んでおり、画面下部から背景・状況と人物を選んで枠内に配置し、画面上部に示されたテーマ通りの内容になれば、そのページのクリアとなる。
正解は1通りとは限らず、登場人物が演じる役や人物同士の関係性の設定はプレイヤーの判断次第で変化する。例えば、恋人たちの悲劇の物語を作るというテーマの場合は、「思いを寄せる女性Bが男性Aにとられたことを逆恨みした男性Cが男性Aを殺害し残された女性Bが悲しむ」、または「男性Aと男性Cが恋に落ちるが男性Cが事故死し男性Aが悲しむ」といった具合である。ページによっては、特殊な構成の物語が隠しテーマとして設定されていることもある。

## 開発
本作のプロトタイプ版は2008年に作成され、それ以降、より体系的なバージョンの作成を2度試みたが、ゲームとしての面白さに欠けることや要素の組み合わせのパターンが膨大になる問題に直面しうまくいかなかった。その後、本作クリエイターのダニエル・ベンメルギは、ウラジーミル・プロップ著『民話の形態学』とスコット・マクラウド著『マンガ学 マンガによるマンガのためのマンガ理論』を読み、登場人物に悪役や恋人などの役割を持たせることや漫画における閉合（漫画のコマとコマの間の場面を読者が補完すること）の概念を得て、ゲームのルールやUIを簡素化することにつなげた。
本作のビジュアルは長年にわたる開発の中で何度か修正されてきたが、アンナプルナ・インタラクティブの指導により、おとぎ話風のイラストと漫画本のようなレイアウトを使用したビジュアルスタイルとなった。

## 受賞
- IGF Awards 2012 「Nuovo Award」[5]